# 貝爾切什蒂鄉
47°19′N 27°06′E / 47.317°N 27.100°E
貝爾切什蒂鄉（羅馬尼亞語：Comuna Belcești, Iași），是羅馬尼亞的鄉份，位於該國東北部，由雅西縣負責管轄，面積104平方公里，海拔高度90米，2007年人口11,428，人口密度每平方公里110人。